# Stig Oxholm
Stig Oxholm (født 3. januar 1964) er en tidligere dansk atlet. Han var medlem af IF Gullfoss og fra 1985 i Trongårdens IF.
Oxholm fik Amagerbladets idrætspris "Årets fund" 1982.
Oxholm arbejder i dag som salgsingeniør for Acton A/S med speciale i kædetræk.

## Internationale ungdomsmesterskaber
- 1983 JEM Højdespring 17.plads 2,00

## Danske mesterskaber
- Sølv 1982 Højdespring 2,09
- Sølv 1984 Højdespring 2,09
- Guld 1984 Højdespring-inde 2,05
- Guld 1985 Højdespring 2,10
- Sølv 1988 Højdespring 2,06